# Péché
Pour l’article ayant un titre homophone, voir Pêcher.
Pour les articles homonymes, voir Péché (homonymie).
 (mai 2025).

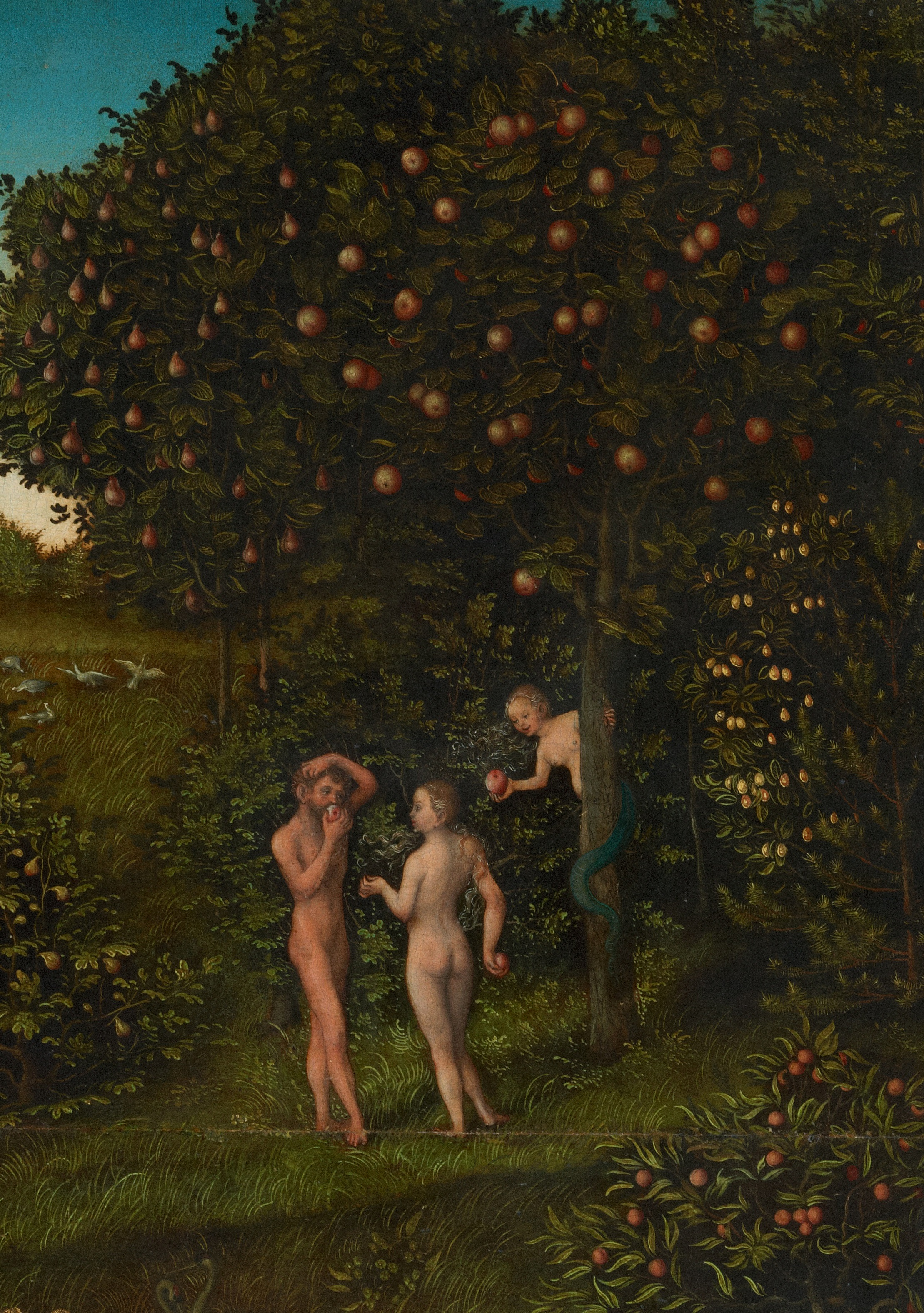
La Chute de l'homme, 1510-1520, huile sur bois, Lucas Cranach l'Ancien.

En religion, un péché est une offense faite à Dieu, et une transgression délibérée ou non de la loi divine.

## Étymologie
Le mot « péché » vient du latin peccatum, « faute, erreur », lui-même dérivé du verbe peccare, qui signifie au sens premier « broncher, faire un faux pas ». Selon les linguistes Alfred Ernout et Antoine Meillet, « le sens donne lieu de penser que peccare serait dérivé d’un mot *pecco-, formé sur pes, « pied ». Mais pareil mot n’est pas attesté ». L'origine de peccare semble donc inconnue. L'adjectif correspondant est peccamineux et a aussi donné impeccable. On retrouve cette étymologie dans le mot peccadille, qui désigne une faute légère. Le mot italien qui désigne le péché est peccato.
Le latin peccatum traduit généralement l'hébreu ḥattath (חַטָּאת) du Tanakh, qui signifie manque, manquement ; c'est l'image de manquer la cible, qui apparaît en Jg 20,16. Dans la Septante, les Juifs hellénisés d’Alexandrie l’ont traduit par hamartia (ἁμαρτία), terme repris dans le Nouveau Testament, et signifiant « égarement, erreur, faute », puis dans une interprétation théologique, « détournement, éloignement de Dieu ». L'étude du péché dans une perspective théologique se nomme l'hamartiologie.

## Christianisme

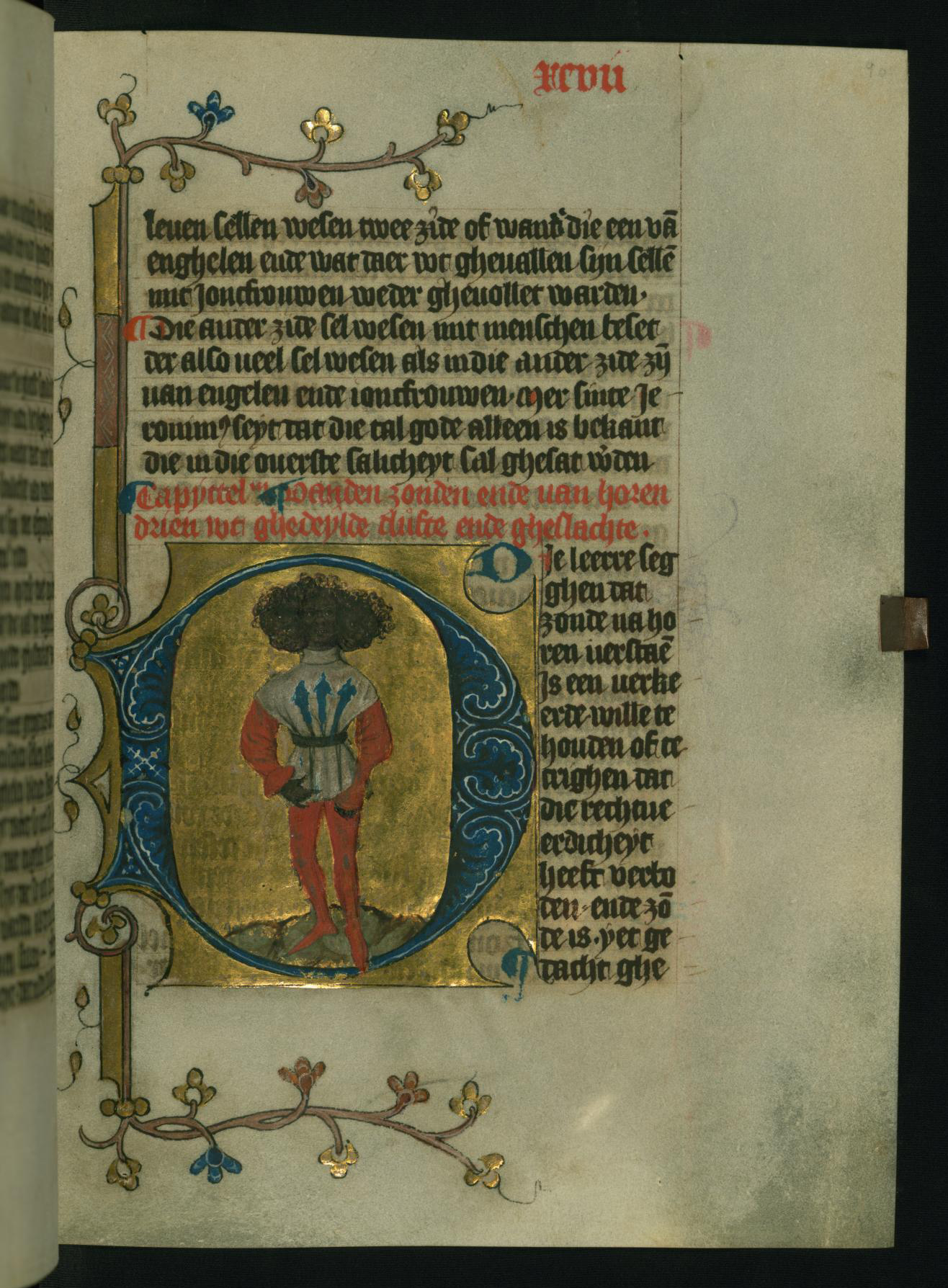
Allégorie du Péché, enluminure d'un manuscrit de Dirc van Delf v. 1400.

### Péché originel et péché effectif
Le christianisme distingue deux notions :
- le péché originel que tous les hommes héritent d’Adam. Ce péché s’étend sur tous les hommes sans qu'ils aient dû faire quoi que ce soit de mal. Dans cette vision, l'homme est originellement pécheur, à partir du moment de sa conception. Cette vision repose notamment sur le psaume 51:7 « Voici, je suis né dans l'iniquité, et ma mère m’a conçu dans le péché. »
- le péché effectif, qui est celui qu'un homme commet en fait réellement. L'apôtre Paul estime que les gens commettent des péchés effectifs parce que la nature originellement pécheresse, corrompue, est a priori en eux (Romains 7:14-23).

### Nouveau Testament
Selon Jésus, la racine des péchés se trouve dans le cœur des hommes d'où  (Évangile selon Matthieu 15, 19-20).
Paul de Tarse, dans sa première lettre, stigmatise ceux qui sont « remplis de toute injustice, de perversité, de cupidité, de malice, ne respirant qu'envie, meurtre, dispute, fourberie, malignité, diffamateurs, détracteurs, ennemis de Dieu, insulteurs, orgueilleux, fanfarons, ingénieux au mal, rebelles à leurs parents, insensés, déloyaux, sans cœur sans pitié », rappelant que « Dieu les déclare dignes de mort. » (Romains 1, 28-32). Dans une autre épître, Paul opposant les œuvres de la chair à celle de l'Esprit-Saint, écrit à propos des premières :  (Galates 5, 19-21).

### Pères de l'Église
La pensée chrétienne des premiers siècles sur les péchés s'est développée autour de la catéchèse baptismale pour les catéchumènes, la rémission pénitentielle des péchés commis après le baptême, la polémique contre les gnostiques puis les manichéens et la vie monastique. La Didachè et l’Épître de Barnabé opposent les deux voies, d'une part, celle de la vie et du salut, et de l'autre, celle du péché et de la perdition. Se posa rapidement l'attitude chrétienne à prendre concernant la remise des péchés de ceux qui retombaient après le pardon reçu lors du baptême. Cela conduisit à hiérarchiser l'importance des différentes formes de péchés, en distinguant ceux qui conduisent à la mort spirituelle à cause de leur gravité, de ceux quotidiens qui sont plus légers. Les Pères de l’Église, particulièrement ceux d'Orient comme Clément d'Alexandrie (150-215) et Origène (185-253), soulignèrent le rôle de la liberté comme cause volontaire des péchés. Ils combattirent à ce sujet les gnostiques qui distinguaient dans l'humanité, à côte de la classes psychique où la libre volonté intervenait, deux autres classe où elle n'intervenait point, à savoir celle hylique prédestinée à la perdition et celle pneumatique prédestinée au salut. Augustin s'appuyant sur la pensée néoplatonicienne développera la doctrine du péché, en approfondissant la nature du péché qui n'est pas une réalité mauvaise s'opposant au bien, mais une privation procédant du libre arbitre en l'absence du secours de la grâce divine.

### Catholicisme
Le Catéchisme de l’Église catholique propose pour le péché la définition suivante : « une faute contre la raison, la vérité, la conscience droite ; il est un manquement à l’amour véritable, envers Dieu et envers le prochain, à cause d’un attachement pervers à certains biens. Il blesse la nature de l’homme et porte atteinte à la solidarité humaine. Il a été défini comme une parole, un acte ou un désir contraires à la loi éternelle ».
L'accueil par les hommes de la miséricorde divine réclame de leur part l'aveu de leurs péchés. Le sacrement de réconciliation permet à tous ceux qui ont péché de recevoir le pardon de Dieu par l'entremise d'un prêtre à qui ils confessent leur péché.

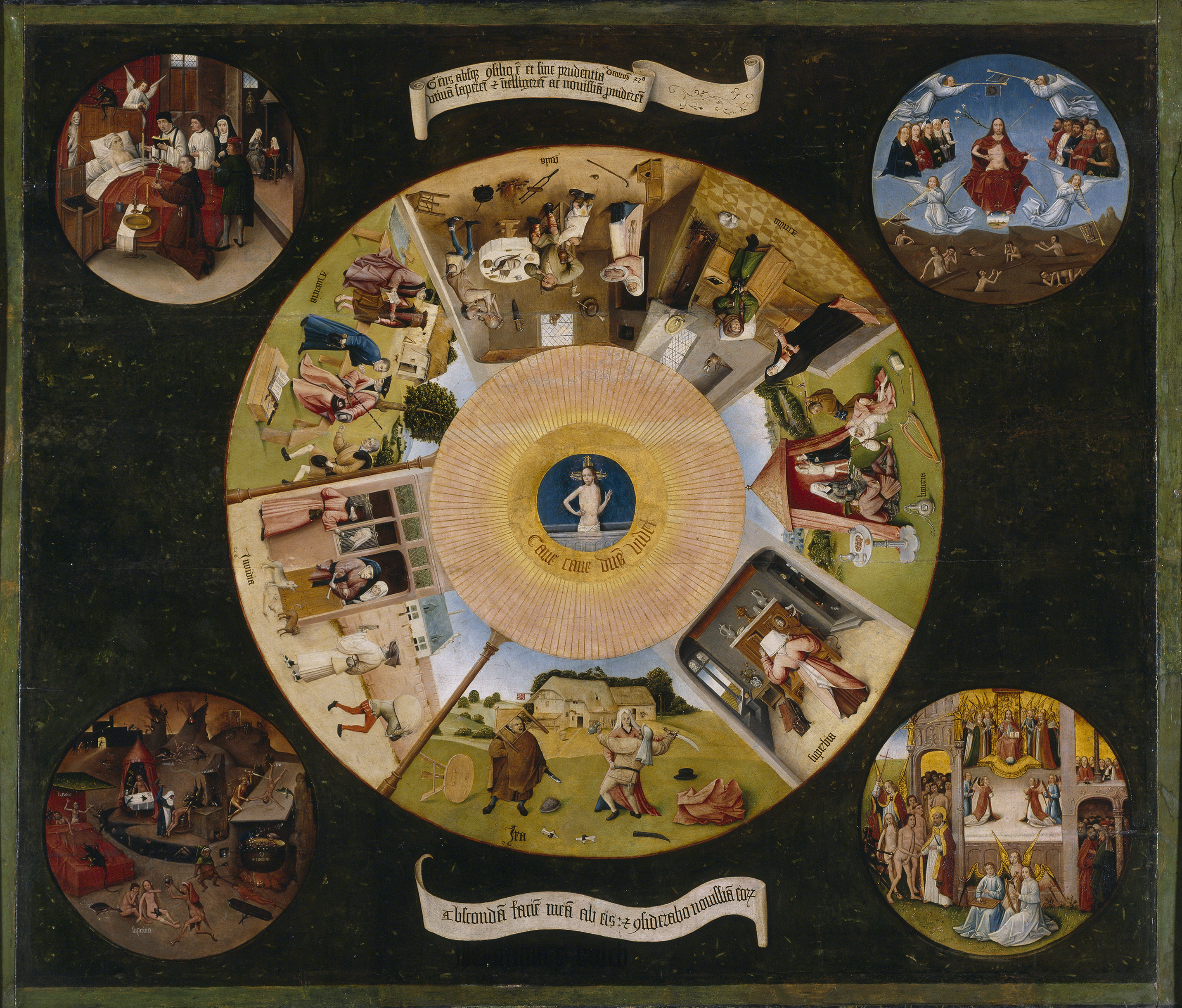
Jérôme Bosch (attr.), Les Sept Péchés capitaux et les Quatre Dernières Étapes humaines, v. 1500.

L’Église catholique distingue à la suite de Jean Cassien et de Grégoire le Grand des péchés qu'elle qualifie de capitaux parce qu'ils sont générateurs d'autres péchés. Ce sont : la paresse, l’orgueil, la gourmandise, la luxure, l’avarice, la colère et l'envie. Cette classification à laquelle Cassien ajoutait la tristesse remonte au Testament des XII Patriarches (second siècle avant J.C., premier siècle après J.-C.) et au Pasteur d'Hermas (début du second siècle après J.-C.) et à Origène.
Les péchés contre le commandement de ne pas tuer sont l'homicide volontaire, l'avortement direct recherché comme fin et comme moyen, l'euthanasie et le suicide, ainsi que la participation à ces actions. Lors des guerres sont des péchés graves les enlèvements, les prises d'otages, le terrorisme, la torture, les violences, les destructions massives, l'extermination d'un peuple et d'une minorité ethnique
Les péchés graves contraires à la chasteté, qui est l'intégration réussie de la sexualité dans la relation de personne à personne sont le viol, l'adultère, la fornication, la pornographie, la prostitution, la masturbation et les actes homosexuels.
Les offenses à la dignité du mariage sont l'adultère, le divorce, la polygamie, l'union libre, l'acte sexuel avant le mariage et en dehors de lui.
En lien avec le commandement de ne pas voler, le catéchisme catholique cite les salaires injustes, les fraudes fiscales et commerciales, l'usure, la corruption, les contrefaçons de chèques et de factures, le travail mal fait et le gaspillage.
Le huitième commandement interdit les faux témoignages, le parjure, le mensonge, la médisance, la diffamation, la flatterie, l'adulation et la complaisance.
La distinction entre péché véniel et péché mortel est une manière de hiérarchiser les péchés. Depuis le Moyen Âge, on[style à revoir] distingue le péché véniel, c'est-à-dire de faible importance ou commis sans se rendre compte du mal, et le péché mortel, d'importance grave et commis en connaissance de cause. Ce dernier péché est mortel pour la personne qui le commet dans le sens où il la coupe définitivement de la relation d'avec Dieu, ce qui la conduit en enfer si elle ne s'en repent pas. Cependant si l'homme peut juger qu’un acte est en soi une faute grave, il doit confier le jugement sur les personnes à la justice et à la miséricorde de Dieu.

### Protestantisme
Pour la théologie protestante, le péché n'est pas une faute morale, mais une orientation générale de la personne entière, qui touche tout le monde. Comme dans le Nouveau Testament, les théologiens protestants auront tendance à parler du péché plutôt que des péchés.
Si le péché n'est pas moral, il est existentiel. Il est « l'attitude fondamentale de l'humain qui croit pouvoir se passer de Dieu et vivre par et pour lui-même ». Il est « mensonge essayant de persuader l'humain qu'il n'a nul besoin des autres et de Dieu. Il est recherche de la non-relation et conduit inéluctablement à la mort ».
C'est en cela que le Kierkegaard a pu écrire : « C'est une des définitions capitales du christianisme que le contraire du péché n'est pas la vertu, mais la foi ». De la même manière, Emil Brunner a pu écrire :

« Tout ce que l'homme fait par lui-même, même le meilleur, est affecté par le péché. Aux yeux des hommes, cela peut être bon; cela peut être, selon les normes humaines, noble et vertueux; devant le jugement de Dieu, cela ne peut pas subsister. C'est le péché.
Il ne faut pas employer dans ce contexte la notion de dépravation totale qui prête à malentendu. La Bible ne nie pas qu'il y ait des hommes bons et des hommes mauvais. Elle ne nie pas qu'un incroyant et même un athée puissent faire du bien. Elle reconnaît les vertus des païens. Mais elle affirme que ces vertus sont péché au regard de Dieu, aussi bien que le mal, parce qu'elles sont en dernière analyse produites par un cœur séparé de Dieu et possédé par l'amour de soi. Le péché n'est pas en premier lieu d'ordre moral, mais d'ordre religieux. »

## Islam
- Meurtre  ;
- Sorcellerie  ;
- Associationnisme;

## Péché et droit
Dans certains pays, la loi civile s'enracine dans la loi religieuse. Par exemple, la charia, en droit musulman, à partir du moment où un État la reconnaît comme telle dans sa constitution.